# Rudolf Němec (malíř)

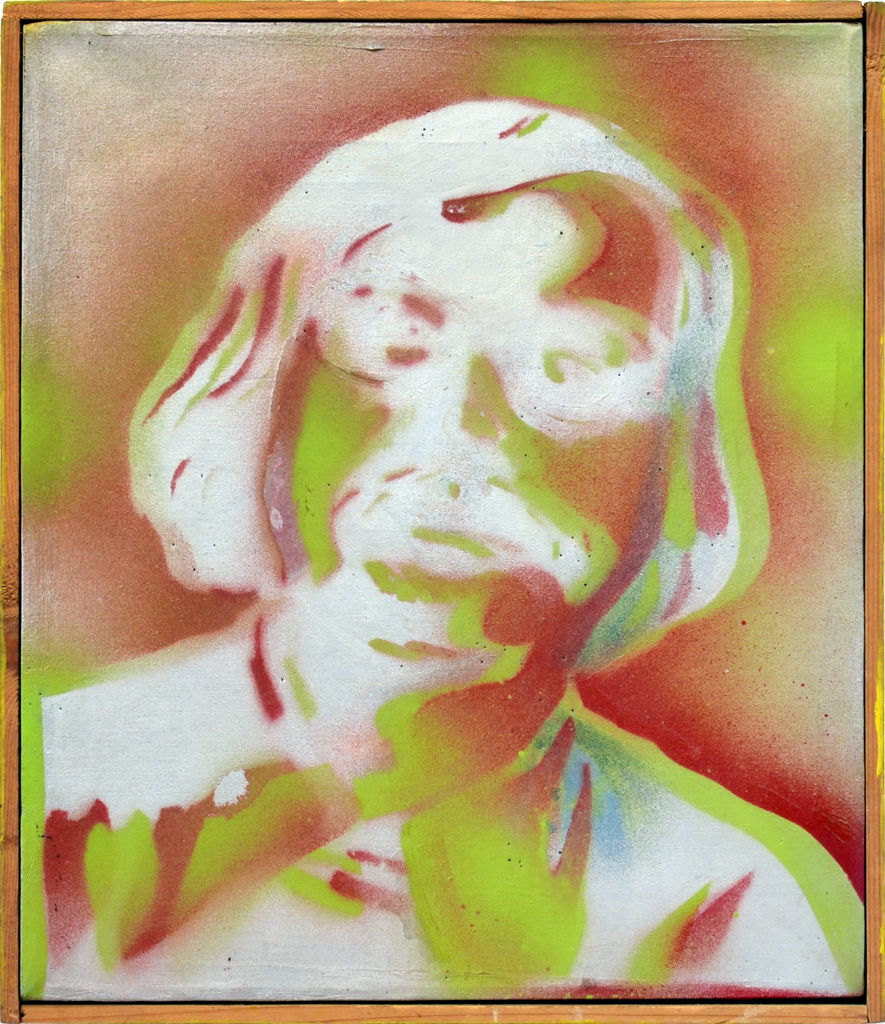
Rudolf Němec, Stříbrný autoportrét (1982), email, olej, plátno

Rudolf Němec (19. května 1936 Praha – 12. března 2015 Praha) byl český malíř, grafik, básník a sochař. Patřil k předním představitelům Nové figurace v Československu.

## Život
Rudolf Němec prožil mládí a dobu druhé světové války v Roztokách u Prahy a Skutči.
Po válce absolvoval jeden ročník reálného gymnasia v Praze a po reorganizaci školství studoval na Vyšší uměleckoprůmyslové škole grafické. Po rozdělení školy dokončil středoškolská studia na Vyšší škole bytového průmyslu v oddělení užité malby.
Roku 1955 byl přijat na Vysokou školu uměleckoprůmyslovou v Praze do ateliéru prof. Antonína Strnadela. Studia ukončil roku 1961 souborem grafických prací pro Muzeum v Roztokách. Po absolvování vojenské služby pracoval v malém ateliéru na Komenského náměstí na Žižkově.
Roku 1964 navštívil výstavu pop artu (Pop etc.) v Muzeu umění 20. století (Museum des XX. Jahrhunderts) ve Vídni, která významně ovlivnila jeho další tvorbu. V polovině 60. let (1965–67) byl zaměstnán dva roky jako výtvarník v Kulturním domě Dopravních podniků v Praze. V té době se v Galerii Václava Špály uskutečnila i první přehlídka zahraničních autorů spojených s Novou figurací.
Rudolf Němec vystavoval pravidelně od roku 1965 na kolektivních výstavách mladých výtvarníků. Roku 1968 měl první samostatnou výstavu ve Špálově galerii, realizoval svůj filmový scénář k experimentálnímu filmu a ve stejném roce navštívil Paříž.
Po srpnové okupaci spolu s Jiřím Načeradským odjel do Paříže a později do Caen v Normandii, kde získali stipendijní pobyt. S několika dalšími českými výtvarníky čekali na udělení stipendia Fordovy nadace a plánovali cestu do USA.
Když stipendium nakonec nebylo uděleno a většina přátel se vrátila do Prahy, Rudolf Němec cestoval do Londýna a po několika měsících se roku 1969 vrátil do Prahy.
Roku 1971 se zúčastnil výstavy Konfrontace v Nové síni, která byla vzápětí zakázána. V 70. a 80. letech patřil do užšího okruhu Křižovnické školy čistého humoru bez vtipu.
Na počátku normalizace se jako řada dalších výtvarníků živil restaurováním památek (1972, svatý vrch na Hostýně). Mohl vystavovat jen v mimopražských galeriích (Mělník, 1977, Brno, 1981, Liberec, 1986) a teprve roku 1987 se výstavami v Galerii bratří Čapků a Malé galerii Čs. spisovatele znovu představil v Praze. První rozsáhlou retrospektivu měl roku 1993 v Českém muzeu výtvarných umění v Praze. Rudolf Němec žil a pracoval v Praze a v Mladostově.

## Dílo

### Malířská tvorba
Jako student oboru užitá grafika na VŠUP se zabýval krajinomalbou a absolvoval souborem grafických prací pro Muzeum v Roztokách. Zároveň již během studia ilustroval knihu veršů Zbyňka Hejdy Všechny slasti, která pak vyšla roku 1964. Ve své volné tvorbě směřoval k abstrakci.
Tvorba z počátku 60. let se zachovala pouze ve zlomcích. Většina jeho prací ze 60. let se ztratila z žižkovského ateliéru během Němcova pobytu ve Francii a během jeho hospitalizací, nebo byla zničena.

#### Otisky
Východiska tvorby i rozbor díla od 60. let uvádí velmi podrobně ve své diplomové práci T. Jindrová (2011).
Výstavu Pop etc ve Vídni, která znamenala impuls pro české tvůrce Nové figurace, Němec uvádí jako zásadní a přelomovou pro svou pozdější tvorbu. Jindrová na rozdíl od jiných autorů správně analyzuje souhrnné vlivy vystavených děl i na pozdější Němcovu tvorbu a kromě tradičně uváděné metody antropometrií Y. Kleina a Recalcatiho zmiňuje zejména Andy Warhola, Roy Lichtensteina, Francise Bacona, Césara a Jorge de la Vega.
Rudolf Němec v polovině 60. let začal experimentovat s otisky vlastní postavy a později i modelek do emailových barev na plátně. Použil sice podobné formální prostředky jako Klein a Recalcati, ale nejde o Kleinovu „malbu živým štětcem“, neboť výsledek vykazuje zásadní významové i kvalitativní rozdíly.
Negativní otisk lidské postavy v pozici, která navozuje dojem fyzického utrpení (V depresi, 1964, Před popravou, 1966, Pitva, 1978) je vyjádřením existenciální úzkosti. Otisk je zde záznamem mentálního stavu zjitřené senzibility prostřednictvím psychofyzické akce. S tím koresponduje i temná barevnost s převahou modré a neorganické geometrické útvary v obraze, nahrazující hlavu figury. (O výčnělky se zraňuji, krev překapává rámy obrazů, vše se zase zhojí do čistoty,)
Jindřich Chalupecký také poukazuje na krajní důsledek otisku lidského těla v uměleckém díle – nikoli pouhé zobrazení, ale viditelná a nezprostředkovaná přítomnost.
Němcovy otisky nejsou plošné, ale dosahují prostorové hloubky a plynulého přechodu intenzity barvy od světlejší podmalby po syté odstíny modré a fialové na zbytku plochy. Dodatečné zásahy se omezily pouze na dokončení barevného pozadí štětcem, otisky předmětů a stříkané rastry.
Němec techniku soustavně obměňoval a experimentoval s novými postupy – např. kombinací s tiskem z fotografického portrétu (Pitva, 1967), nebo barvením otisků tváře potřené arabskou gumou (Figura I-III, 1966).
V 70. letech se k technice přechodně vrátil v sérii originálních listů, na které otiskl svou tvář zabalenou v nabarvené látce nebo igelitu.(Dívání do fialového záření, 1976–77).
Také série schoulených postav, které se v Němcově tvorbě objevují až do 90. let, jsou introvertní reflexí osamění a potřeby hledat bezpečí (Schoulené samoty obtiskuji na plátno, znovu se vracím do nátury – k přírodě, uhašen žízní, vyprahlou skomírám krajinou.,).
Koncem 60. let, kdy se atmosféra ve společnosti uvolnila, se impulzy a východiska Němcovy tvorby částečně mění a metodou otisku vznikají obrazy Tanec jednoho mladíka (1967), Tanec (1968), Sedící (1967).
Němec kromě otisku používal i malbu a zejména stříkání barvy přes nejrůznější šablony a rastry, které se staly dominantním znakem jeho tvorby od 70. let.

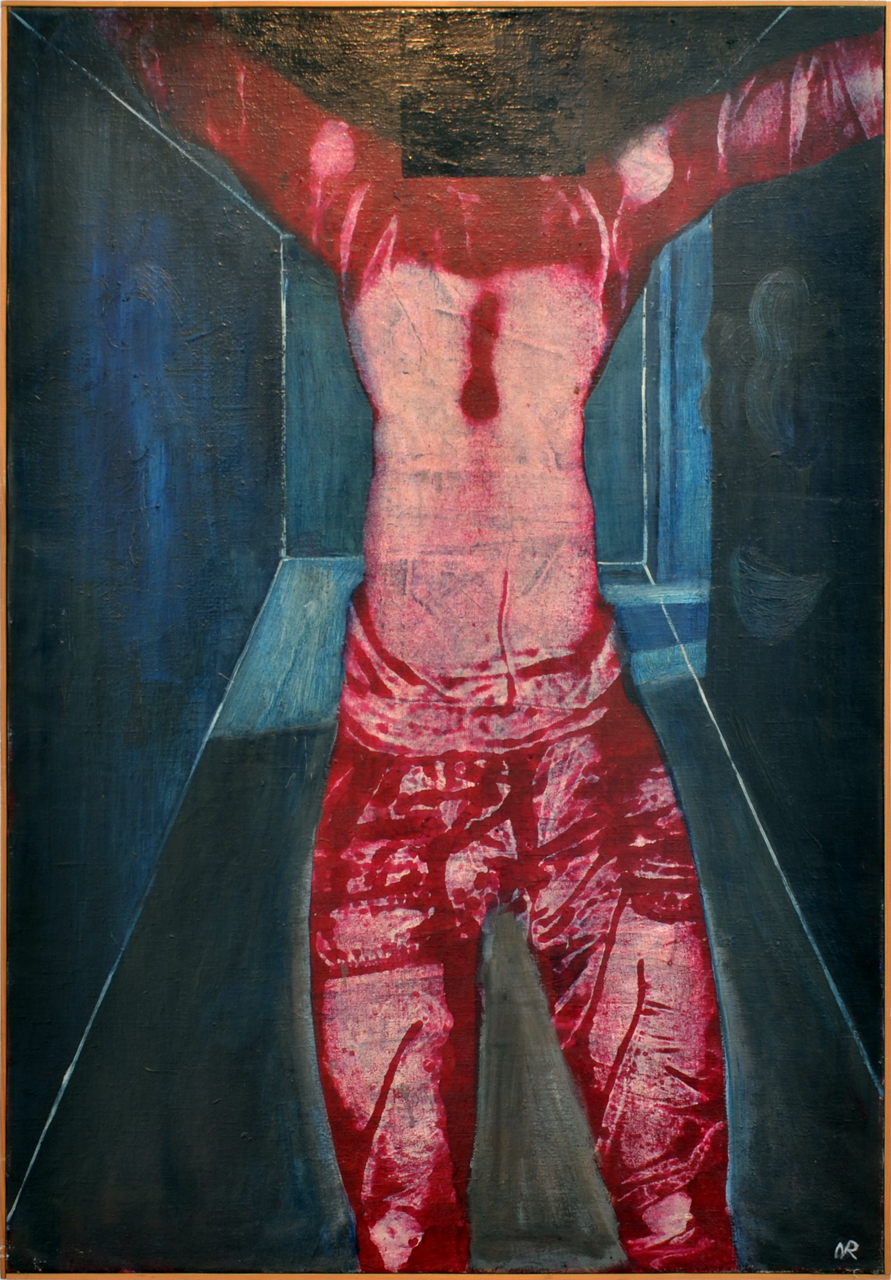
V depresi, 1964, OG Liberec
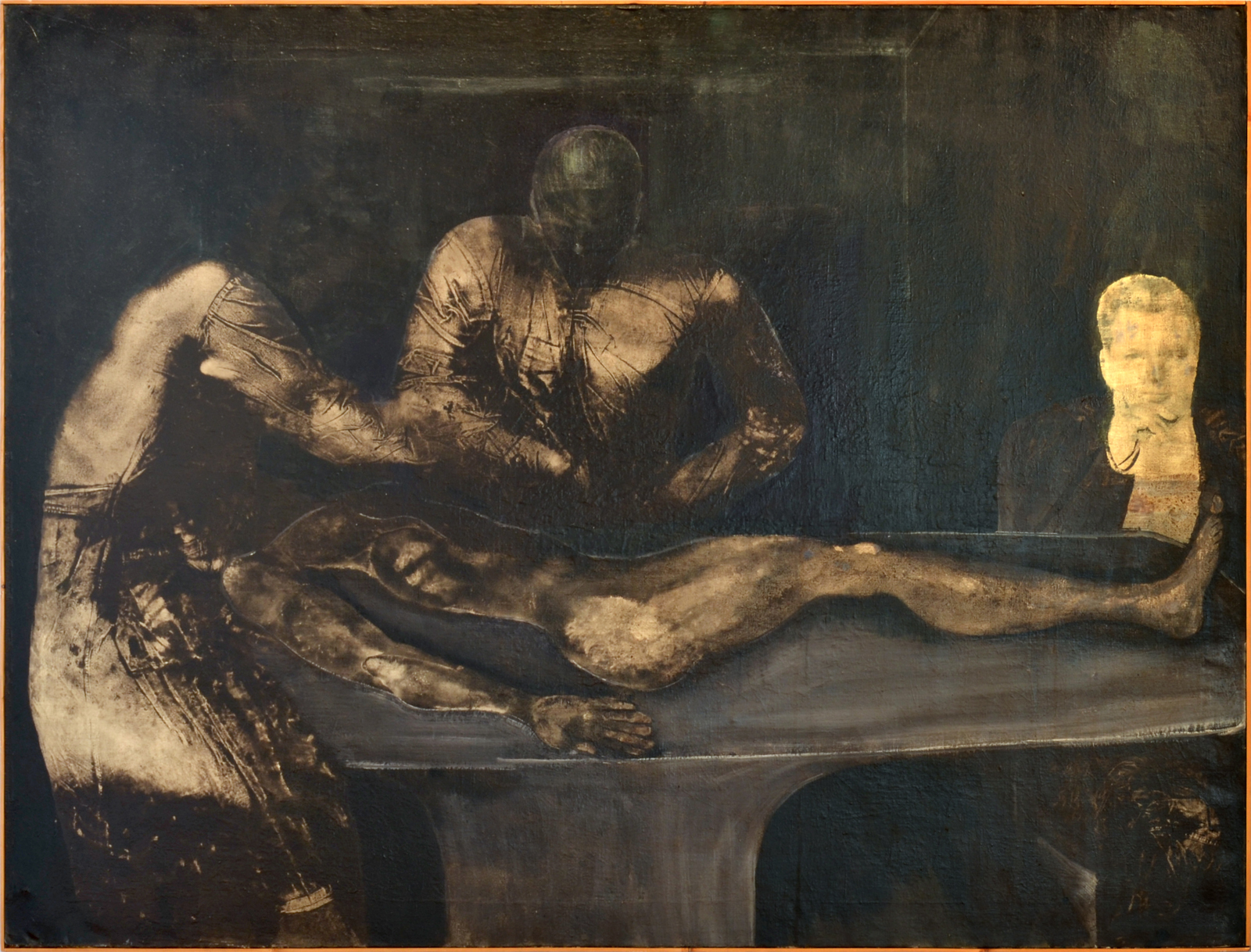
Pitva, 1967, SGVU v Litoměřicích
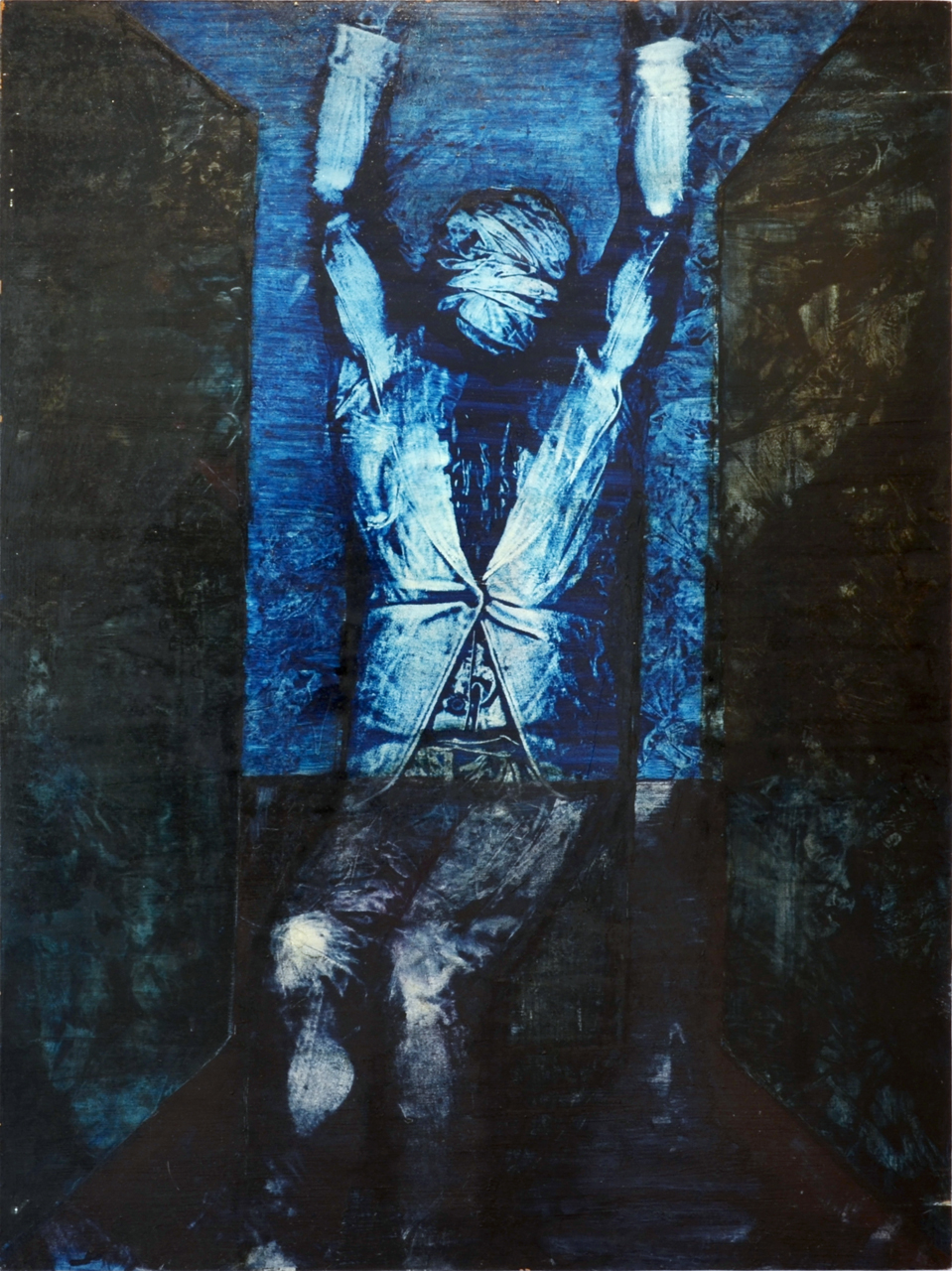
Sedící, 1967, Národní galerie v Praze
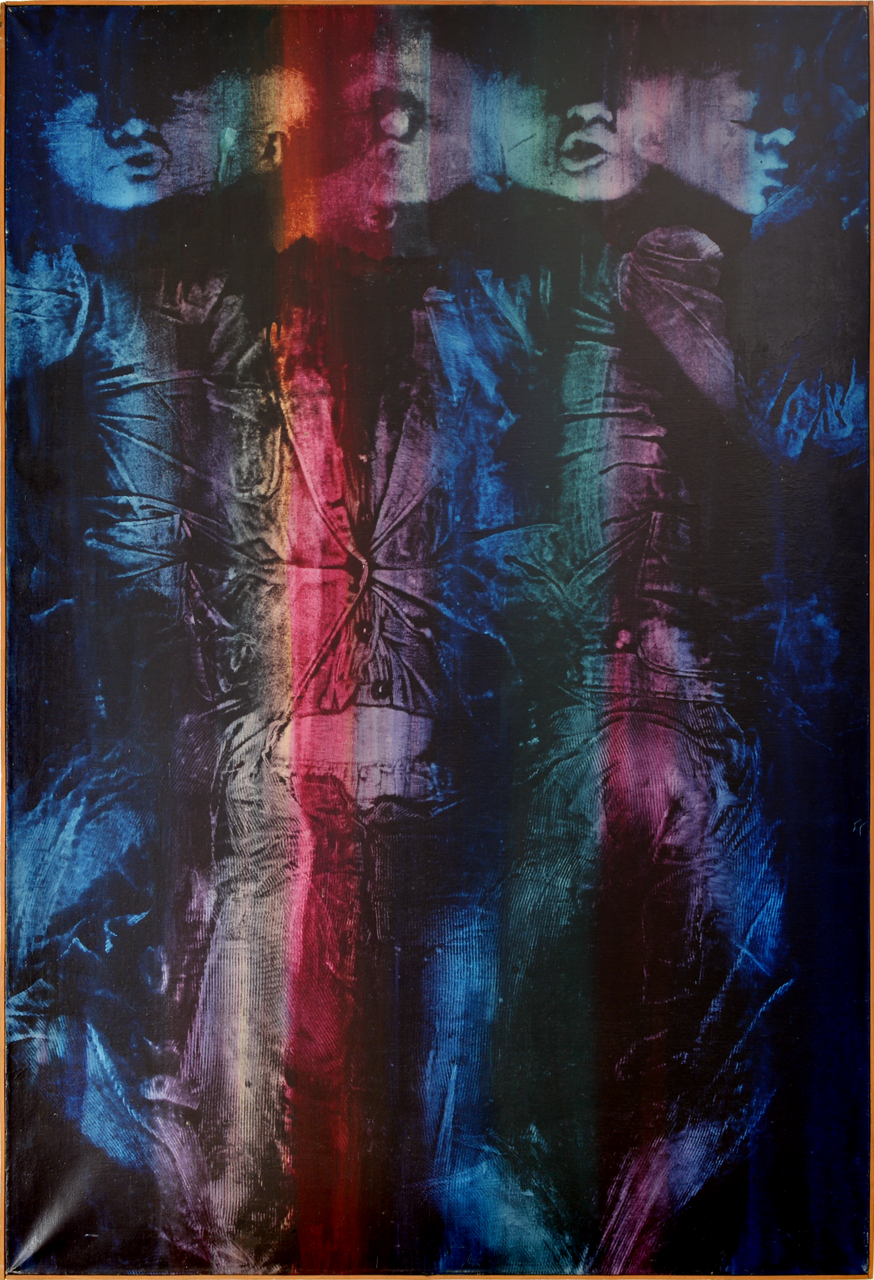
Tanec jednoho mladíka (1967), GMU Roudnice nad Labem
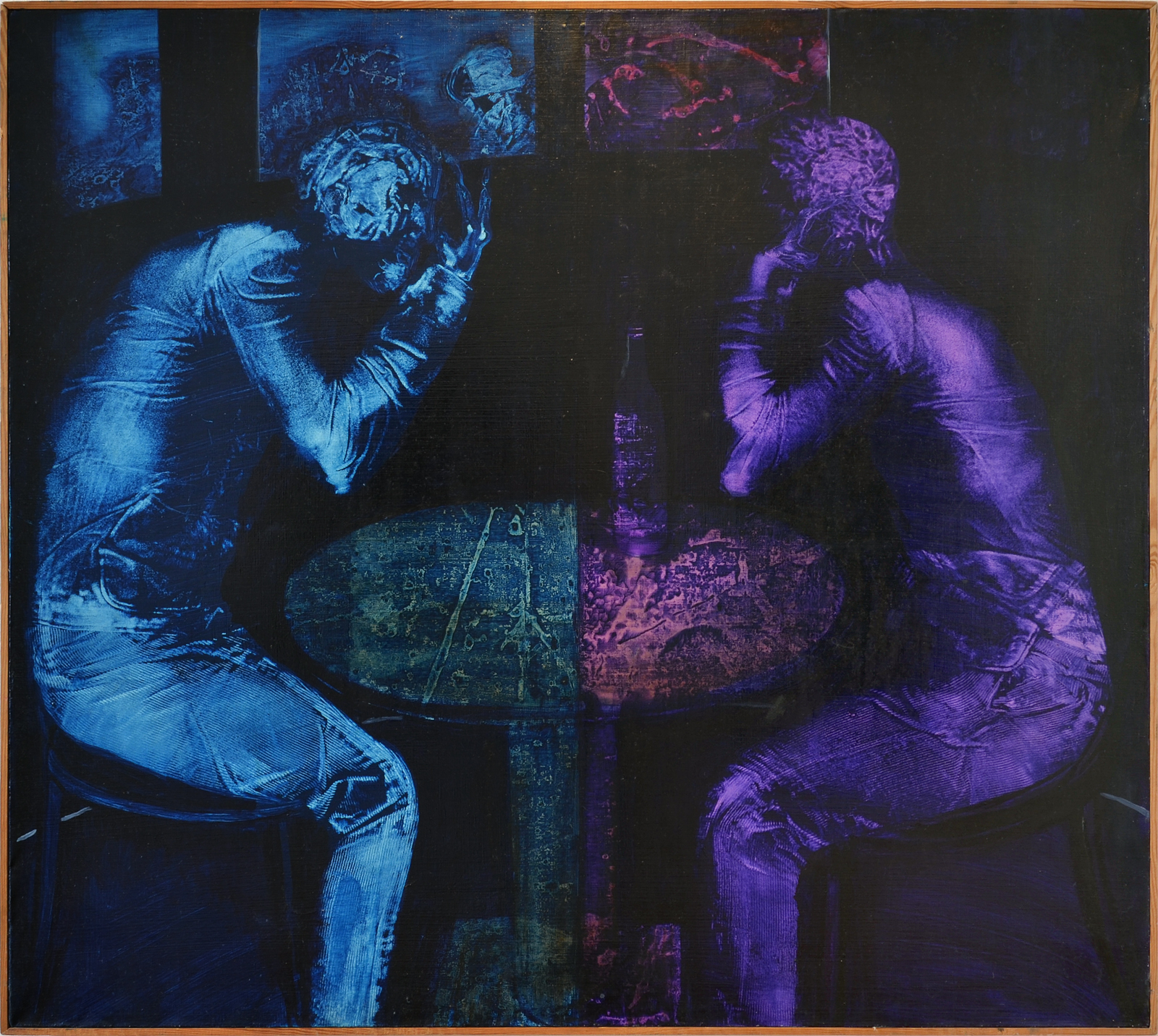
Rozhovor, nedatováno, AJG Hluboká nad Vltavou
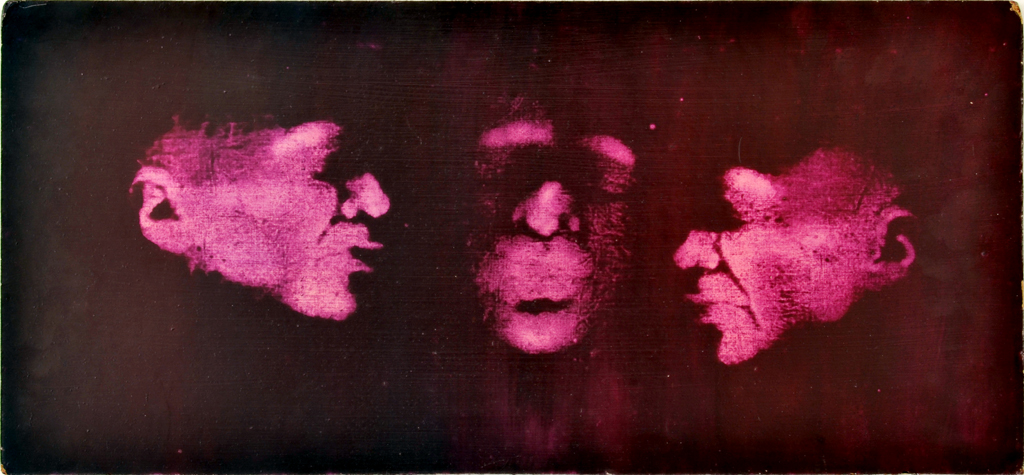
Svému příteli Mílovi věnuji svou hlavu (1966-67)

#### Dekalky
Od sedmdesátých let se Rudolf Němec věnoval metodě dekalku, kombinované s kresbou pomocí šablon a malbou. Výsledný obraz vzniká jako negativní kresba na podkladě pokrytém tiskařskou a olejovou barvou. Kresba je vyznačena otiskem šablon a jejich obkreslením přes přiložené bavlněné plátno (Akt u vody, 1974). Na plátnech převládají tlumené barevné tóny, které jsou zčásti určeny i použitou technikou. Náměty obrazů jsou meditativní – centrálním objektem je obvykle ženské tělo, někdy schoulené nebo umístěné v obalu symbolizujícím vejce nebo lůno. Zbytek plochy je vyplněn otisky předmětů, které vytvářejí pravidelné rastry nebo neosobní technický prostor obklopující figuru. Také z autorových textů je patrné, že změna souvisí patrně s jeho tehdejším obnoveným zájmem o kresbu.

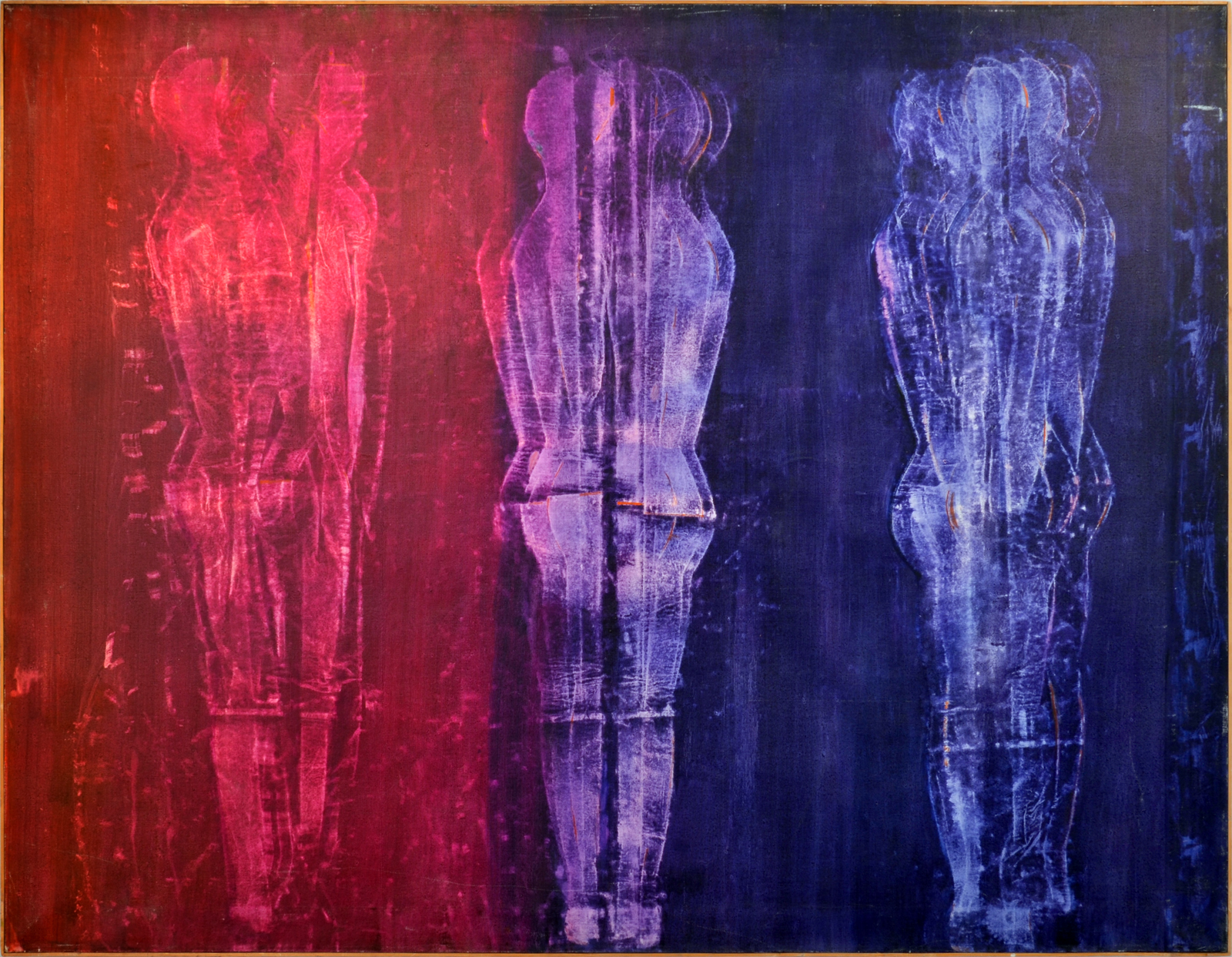
Hudebníci, 1970, soukromá sbírka
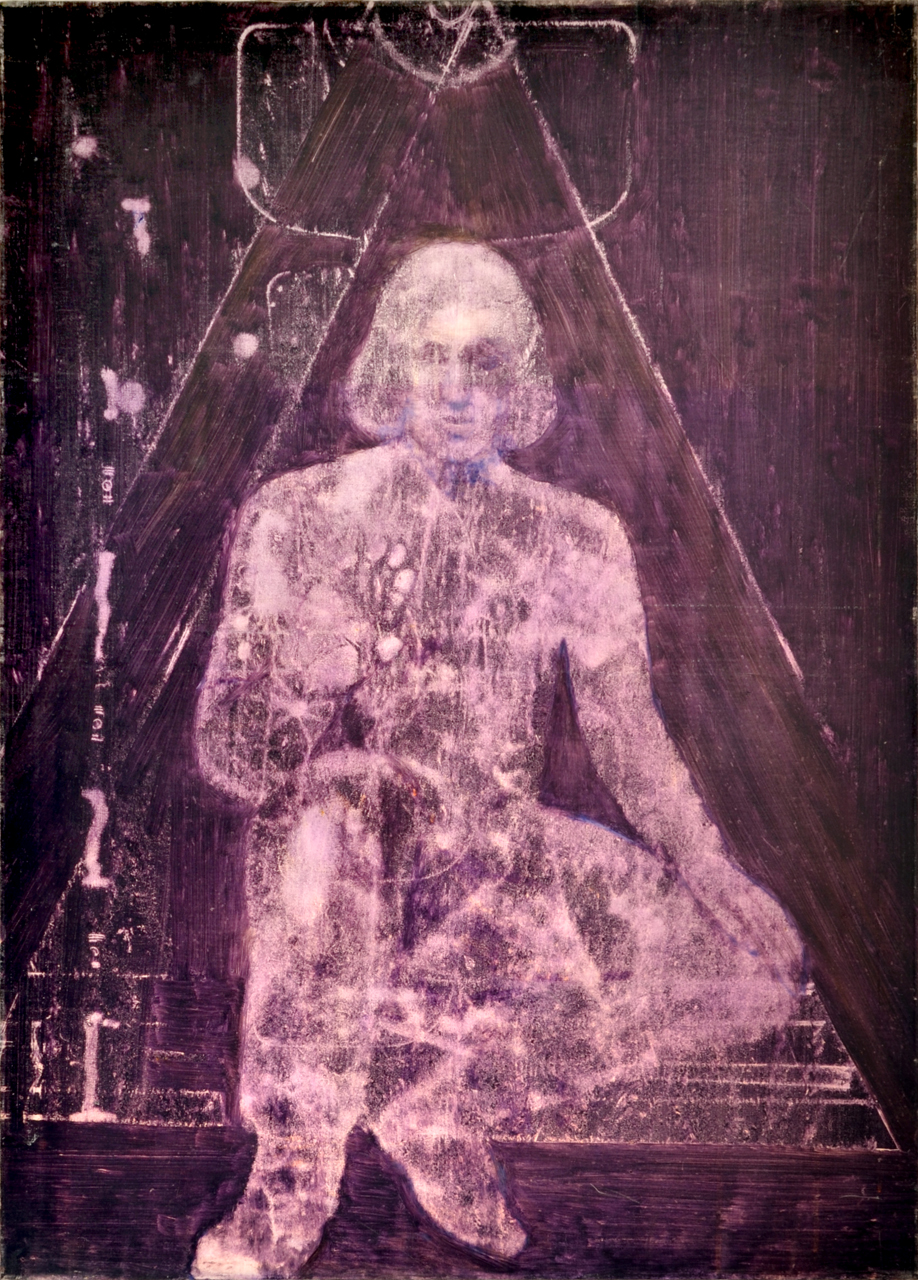
Sedící figura (1972)
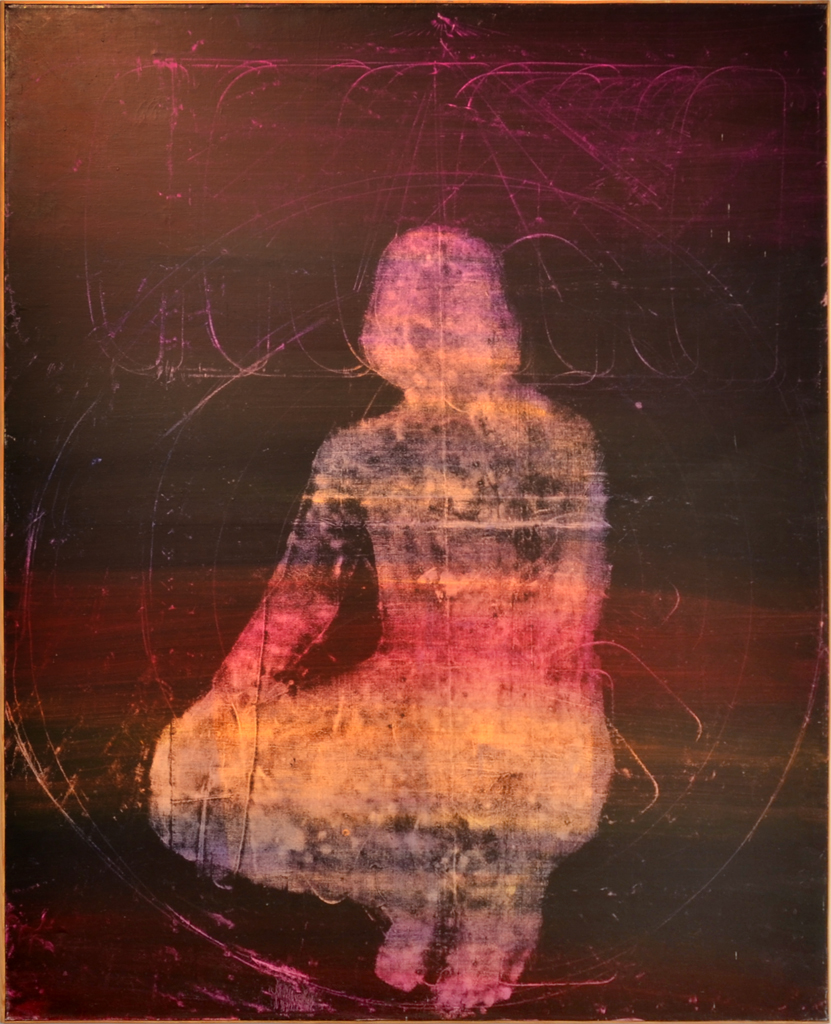
Figura s duhou, 1973, AJG Hluboká nad Vltavou
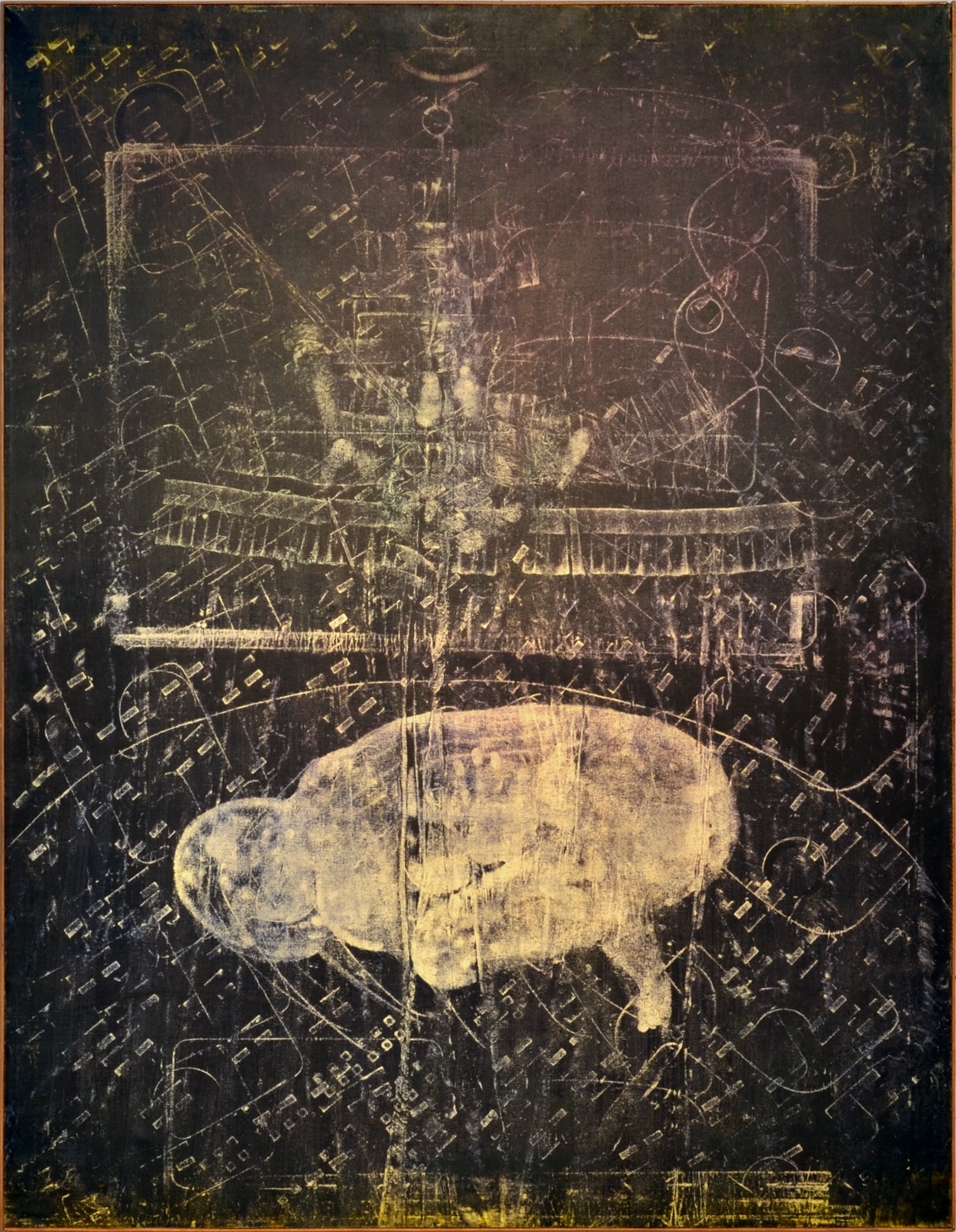
Schoulená, 1974, soukromá sbírka
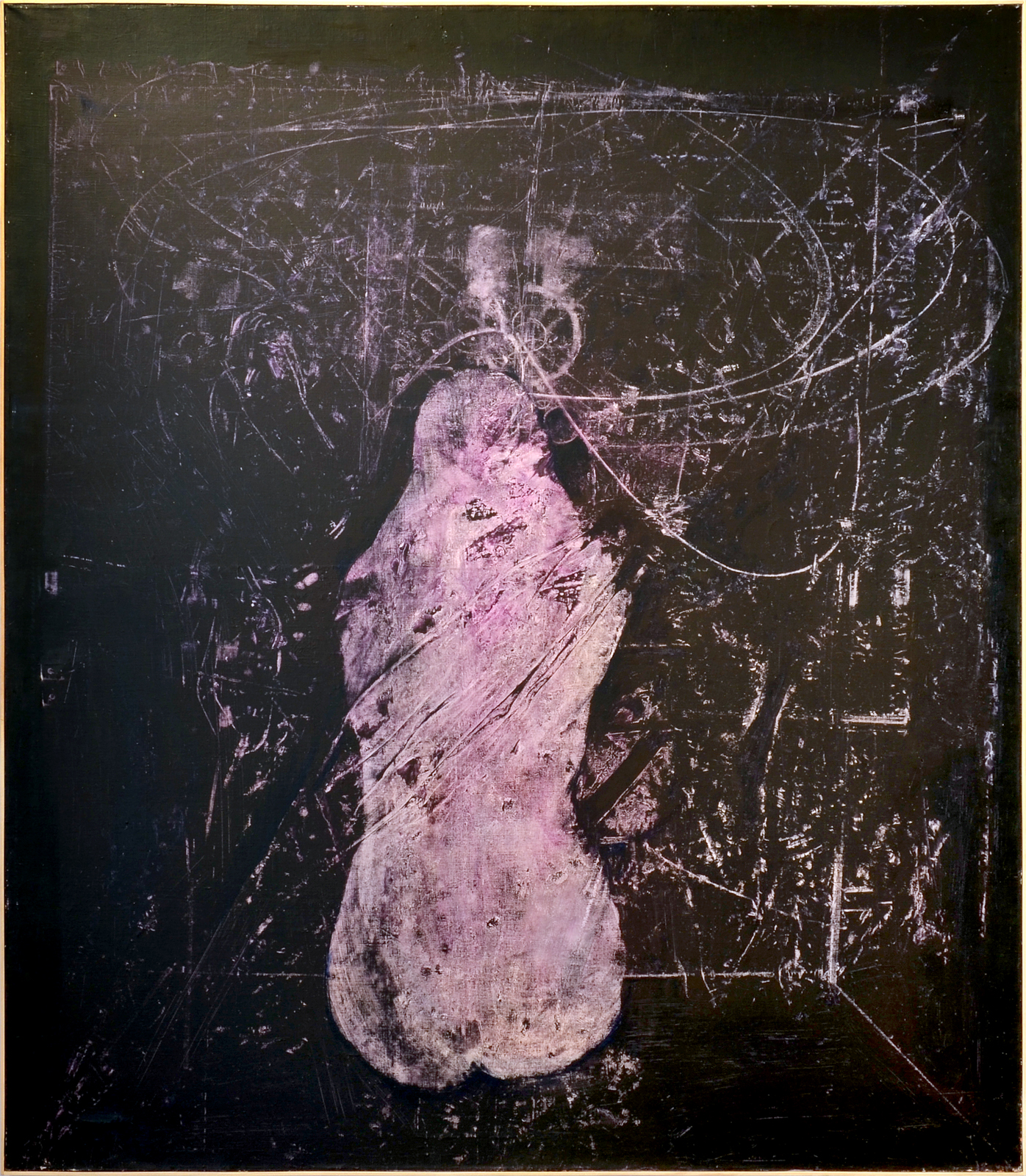
Zahalený akt, 1974–1975, Památník Terezín
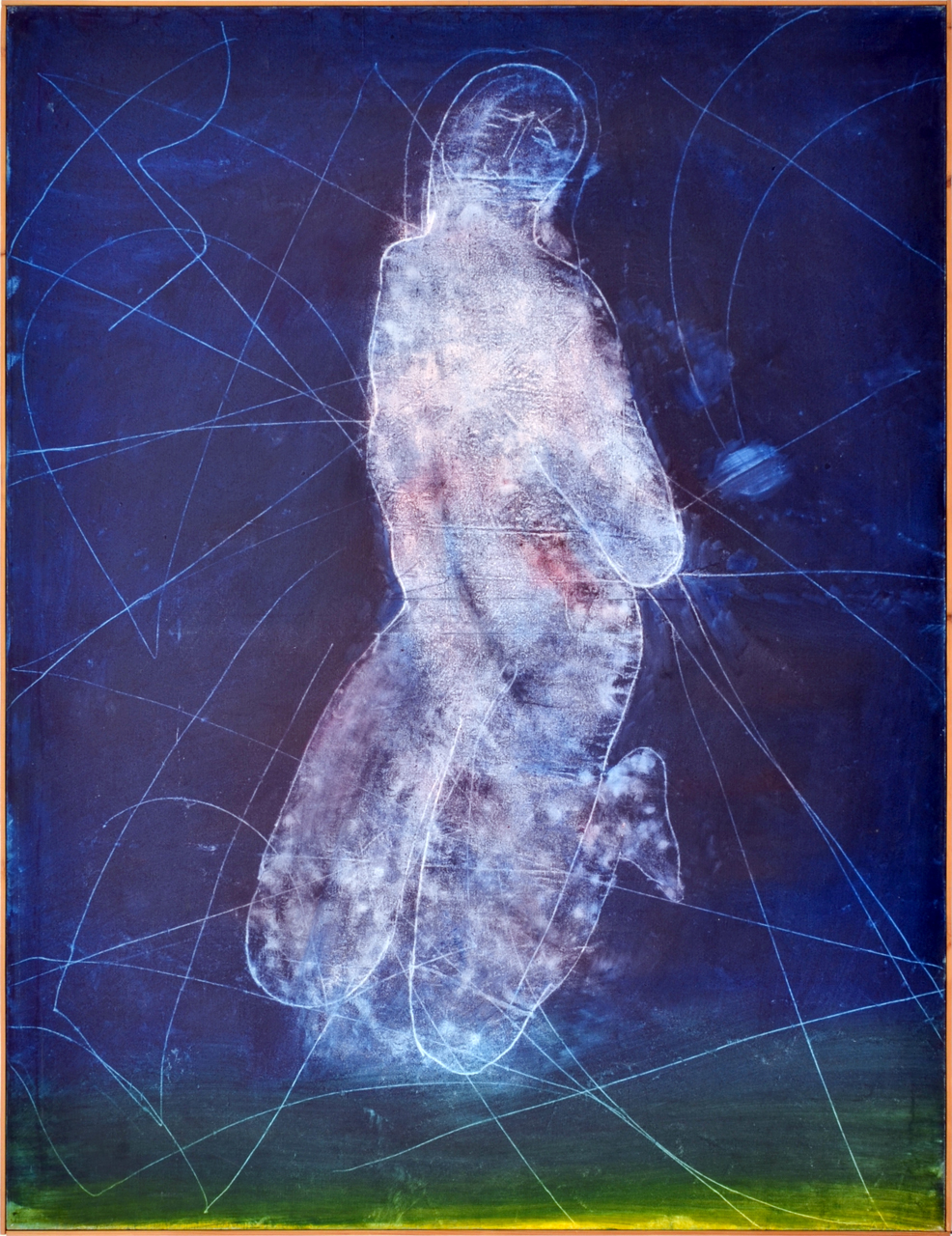
Utrpení svatého Šebestiána (1978)

Práce na papíře navazují na předchozí figurální kompozice ze 60. let, vytvořené za pomoci otisků předmětů a rastrů. Tuto techniku používal autor s různými obměnami (razítka, písmena, reliéfy, technické rastry) až do 80. let. Dekalky na papíře vznikly stejnou metodou jako obrazy nebo otiskem bavlněné tkaniny použité předtím při tvorbě obrazu.
Jinou linii tvorby představují série fantaskních krajin (Sen o moři, 1977) z konce 70. let, vytvořené jako perokresby, zinkografie, ofsetové tisky nebo litografie (Krajina na odpadišti, 1977) a akvarely s negativní kresbou voskovou křídou z konce 70. let (Mořské krajiny, 1979).

#### Stříkané obrazy
Od druhé poloviny 70. let začal Rudolf Němec používat rastry a vystřižené šablony figur a předmětů, přes které stříkal barvu na obrazy nejprve obyčejnou fixírkou a od konce 80. let také s použitím stříkací pistole. Ta mu umožnila dosáhnout jemnějších barevných přechodů.
Rastry mají v obrazu význam nejen jako výtvarný prvek, ale jsou i odkazem k civilizačnímu prostředí do kterého jsou figury zasazeny. Mříže mohou zcela prozaicky odkazovat i k vězení, kam autor adresoval svou básneň věnovanou Magorovi nebo reflektují depresivní zážitky Rudolfa Němce z hospitalizací v Bohnicích. (Ty mříže vyrabují můj mozek. Prázdno v hlavě,)
Se změnou techniky souvisí i barevnost. Němec používá olej akryl i email v jasných tónech k podmalbě i v dalších stříkaných vrstvách. Jako siluety slouží šablony ženských figur vystřižené ze zvětšených fotografií, (Zraněná, 1986), ale také známé motivy jako Manetova Olympie (Vzpomínka na Olympii, 1984).
Posouváním šablon během stříkání barev a stínováním obrysu navozuje zdání pohybu a dosahuje i větší optické hloubky. V některých obrazech je využit princip pozitiv-negativ (Dvojitý vjem, 1985).
S tendencemi postmoderny osmdesátých let souvisí série Němcových apropriací známých děl jako Mona Lisa nebo trojice figur ze Snídaně v trávě. Jde vlastně o vícenásobnou apropriaci, protože je zároveň užit motiv opakování obrazového motivu v různé barevnosti typický pro Andy Warhola. V obraze Bar v červeném (1984–85) je užit tečkový rastr odkazující k Roy Lichtensteinovi.
Stejnou technikou – stříkáním barev přes šablony vystřižené ze zvětšených fotografií – vznikaly také některé krajiny, poprvé v 70. letech (Město, 1976) a pak znovu kolem roku 1985 (Krajina s mostem, 1985).

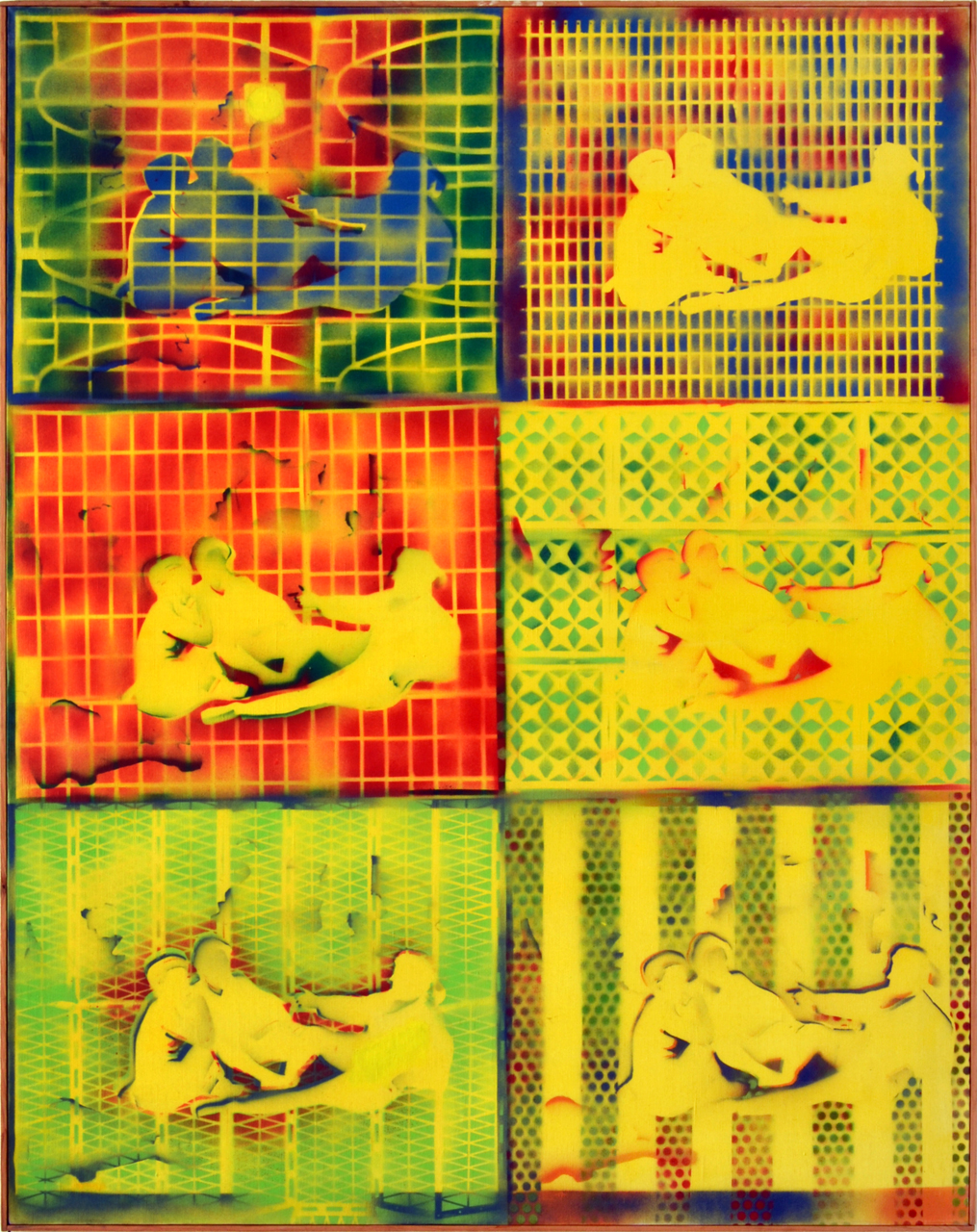
Vzpomínka na Maneta (1983)
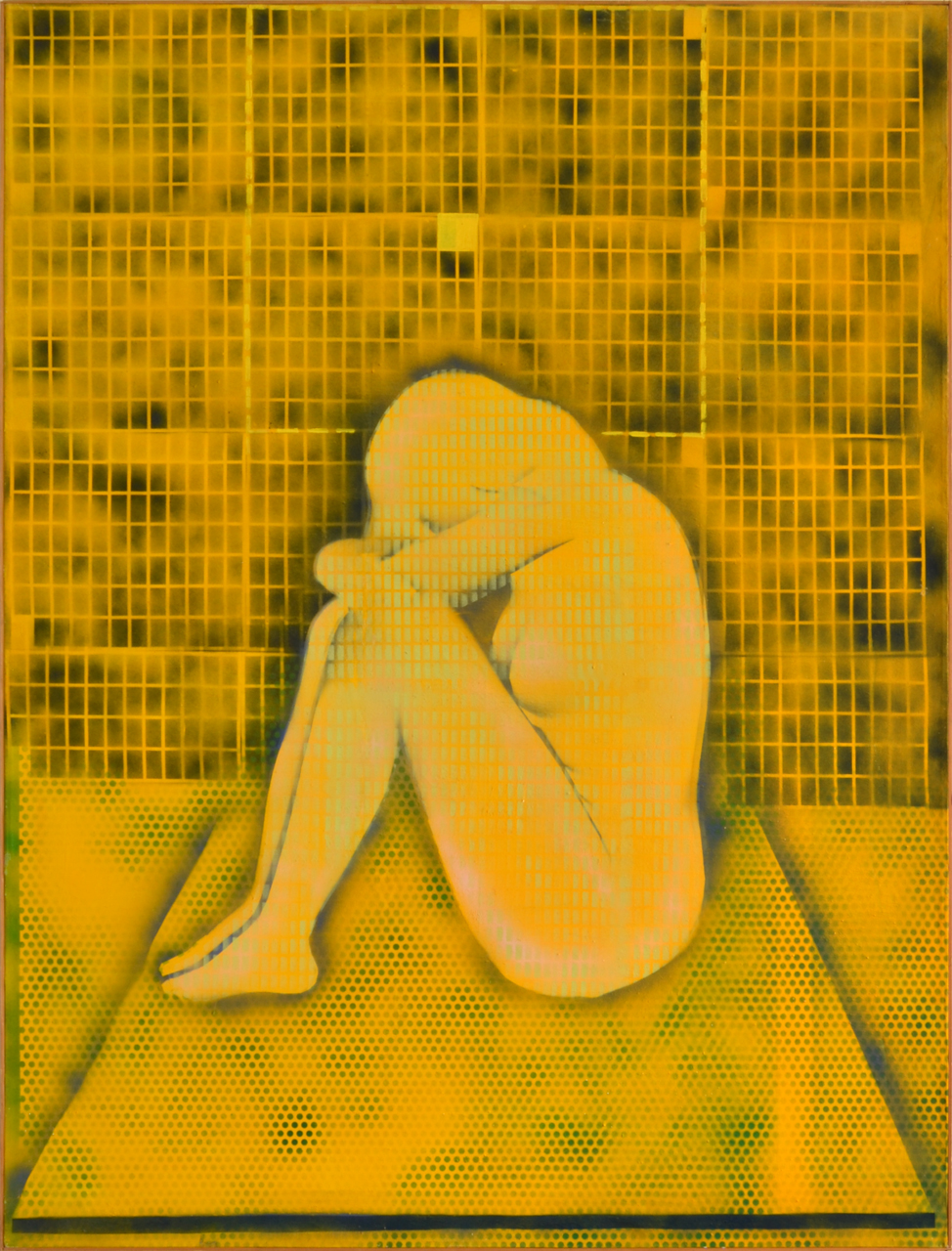
Zamyšlená (1985)
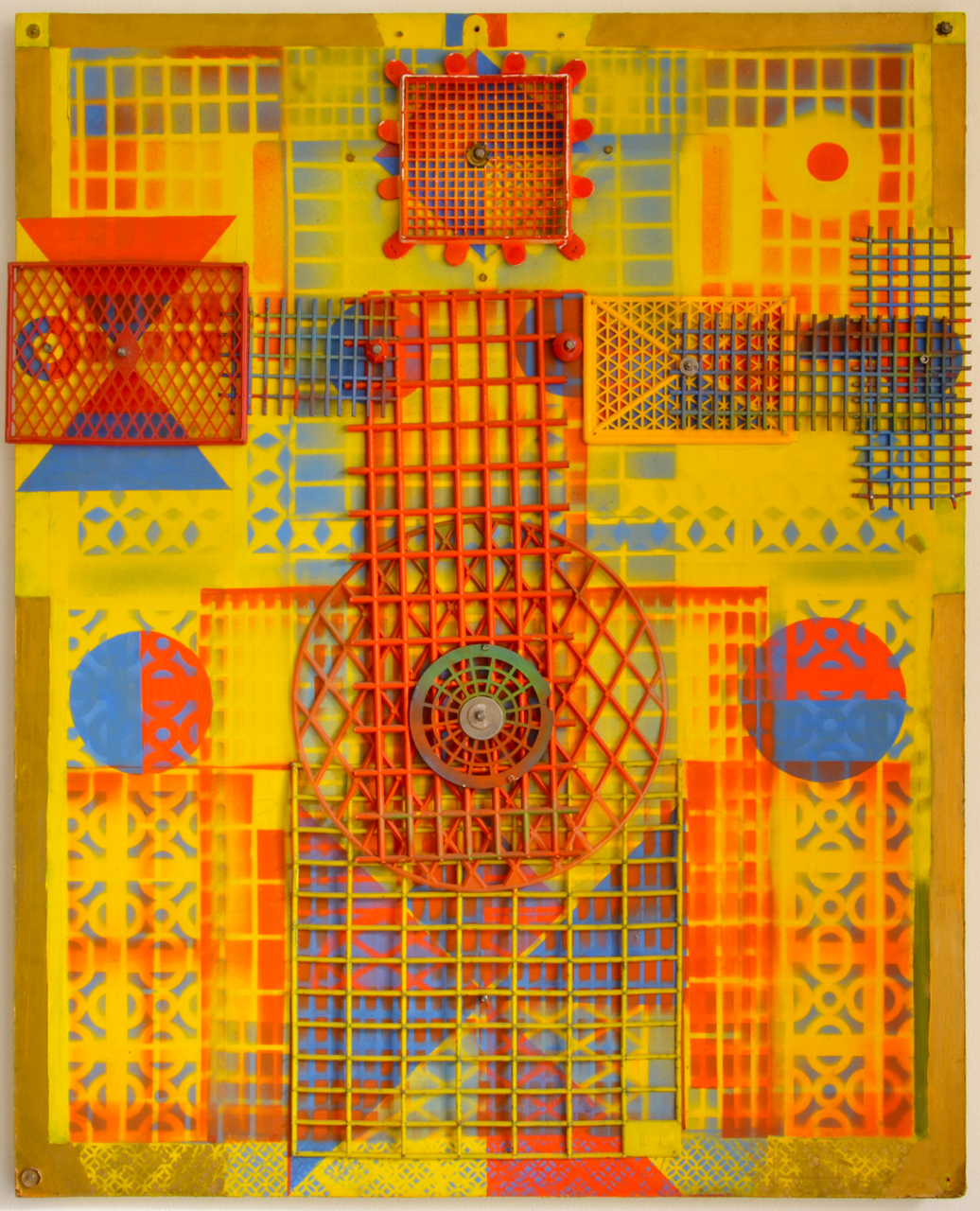
Velká malá královna (1987)
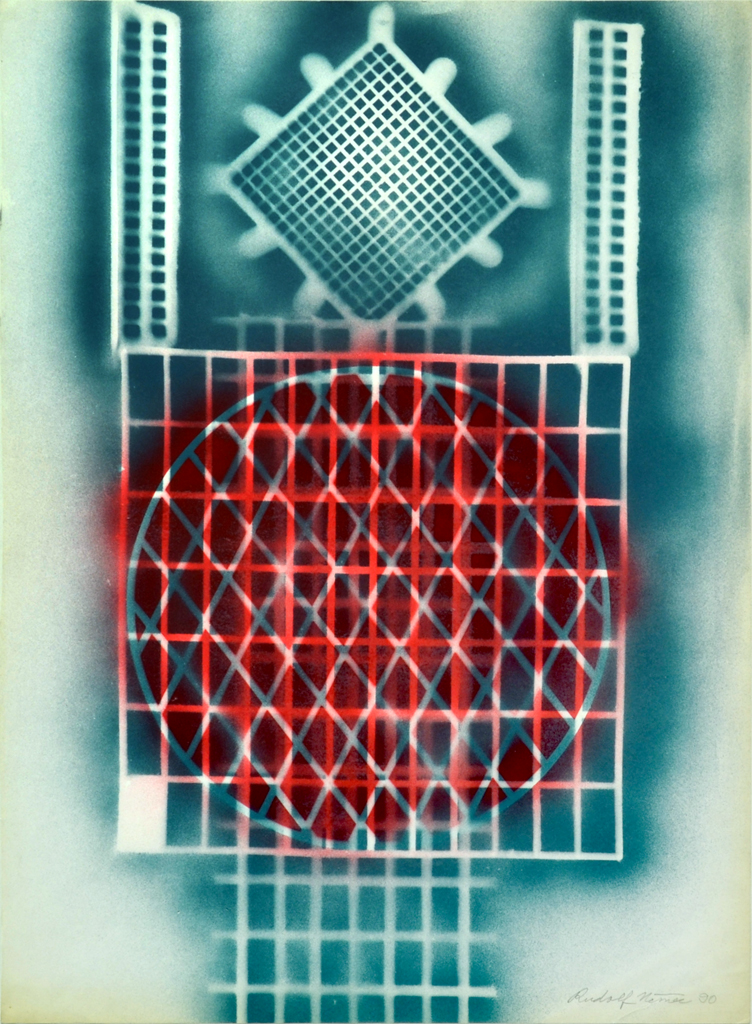
Bez názvu (1990)

### Abstraktní figury, siluety, grafické listy, objekty
Při práci s rastry se v 70. letech dostal Němec přirozenou cestou k abstraktní figuře sestavené z opakujících se znaků (Robot, 1973) nebo figuře částečně redukované na geometrické prvky (Hudebníci, 1976).
V 80. letech vytváří totemizované abstraktní figury skládáním různobarevných rastrů (Totemická královna, 1987) a některými názvy obrazů přímo odkazuje k umění primitivů (Velký náčelník, 1987).
Od druhé poloviny 70. let Němec skládá trojrozměrné objekty z nalezených předmětů a také z rastrů a šablon použitých při stříkání barev.

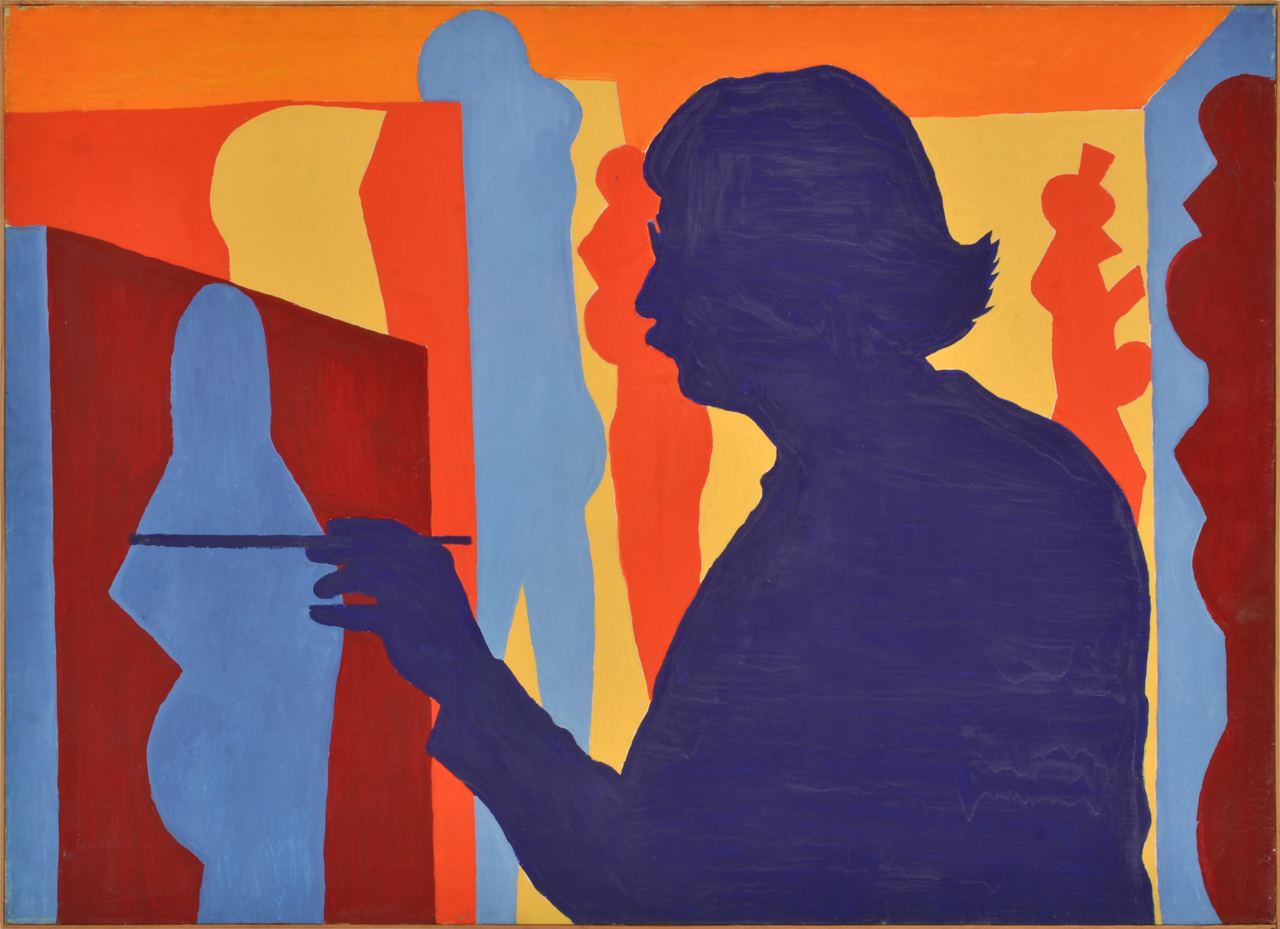
Muž (Autoportrét, 1976)
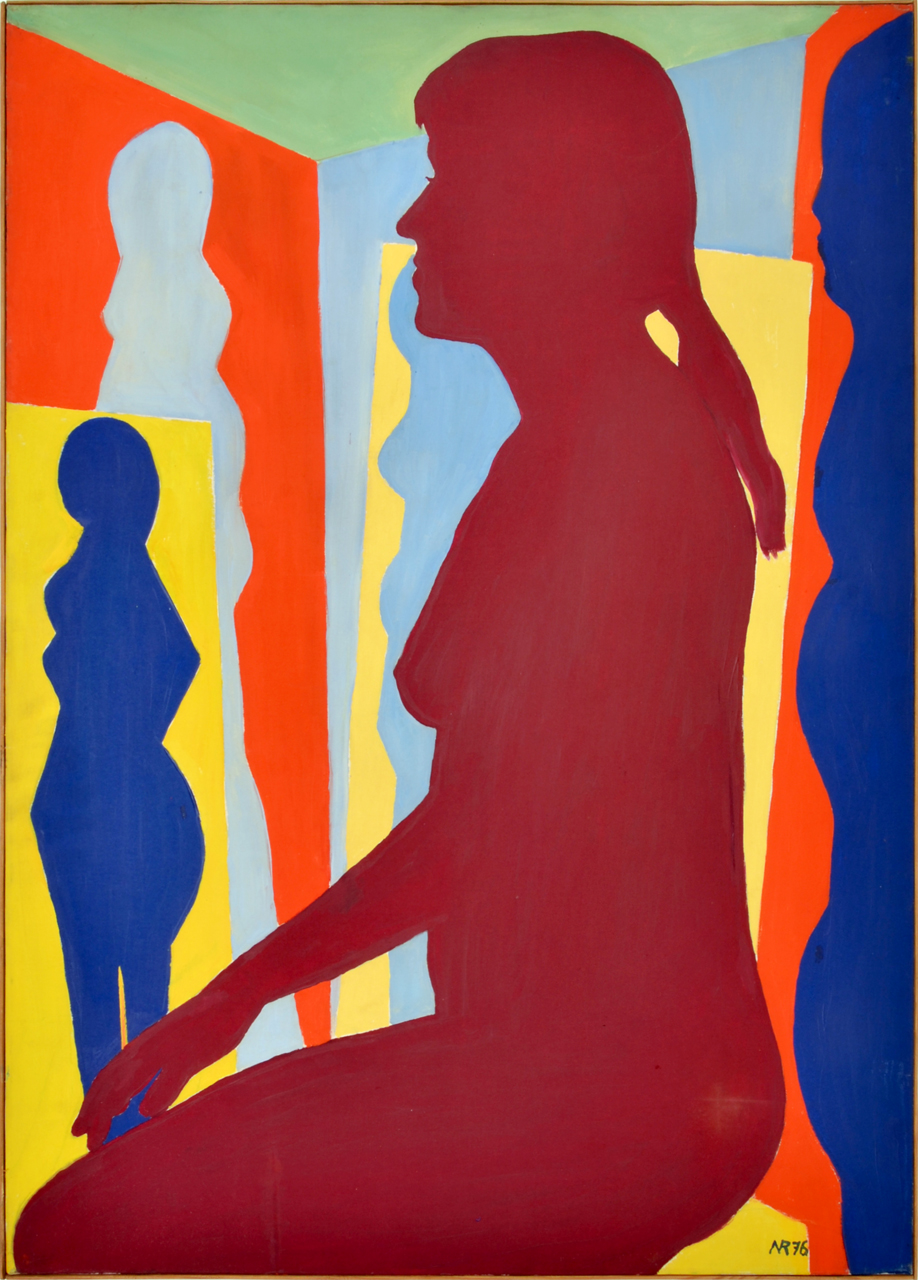
Rudolf Němec, Žena (1976)
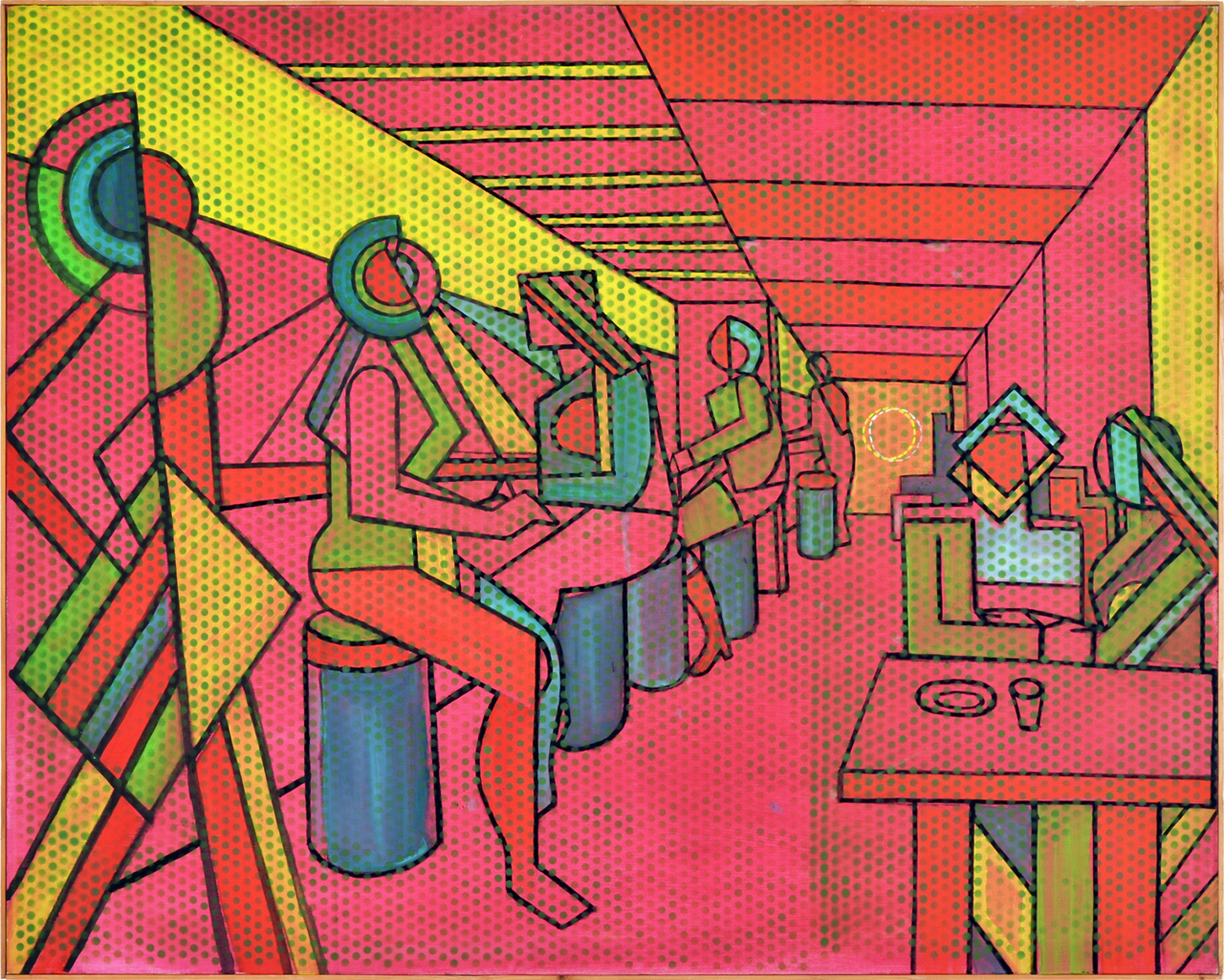
Červený bar (1984–85)
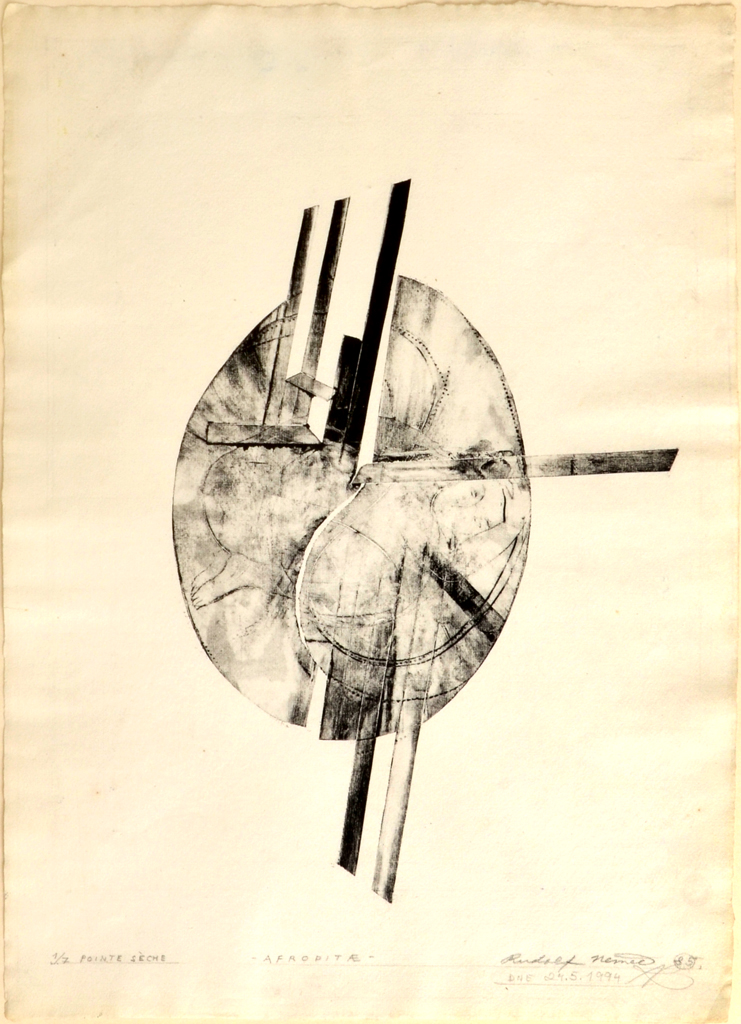
Afrodité (1985), suchá jehla
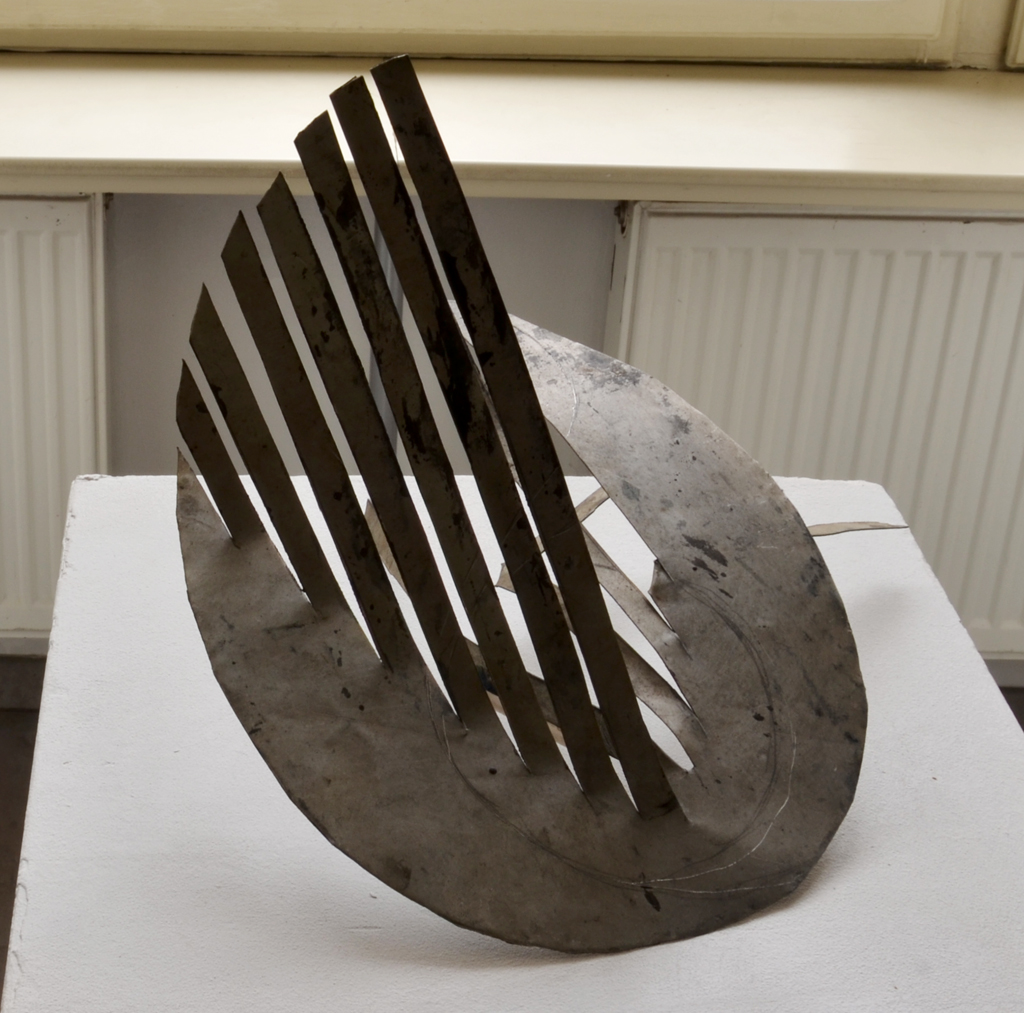
Objekt A (nedatováno), kov
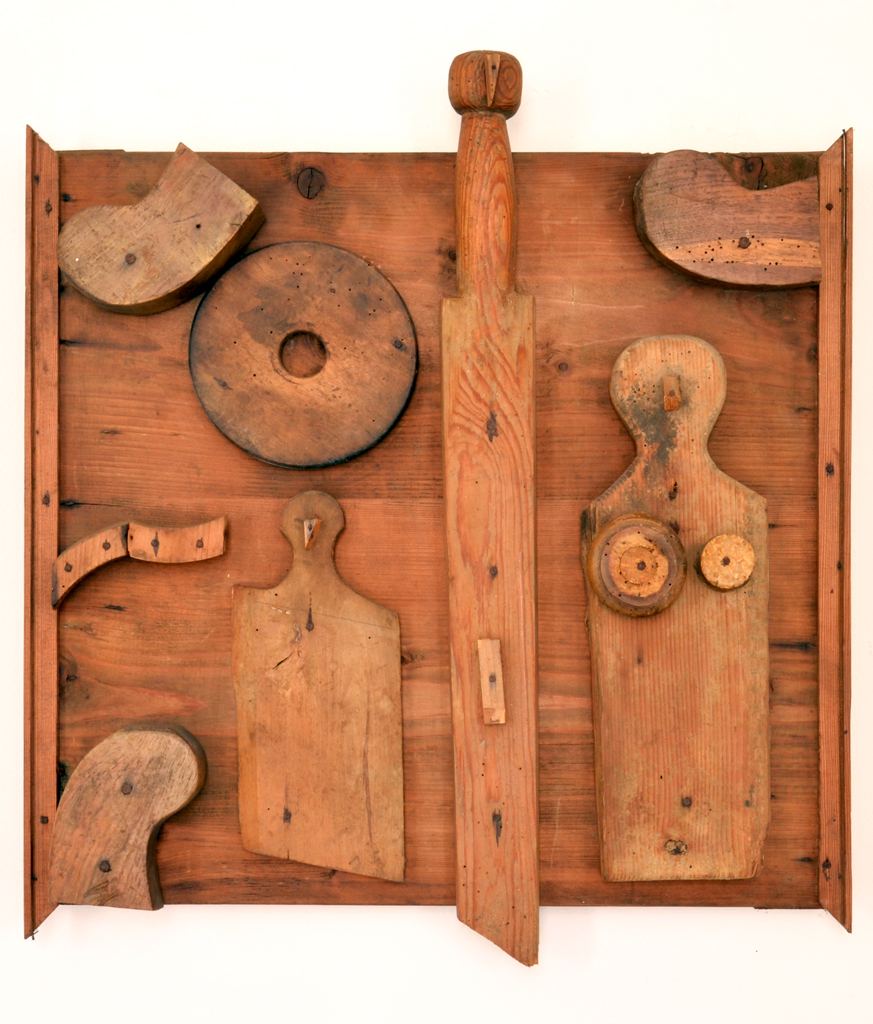
Rodina s anděly (1972), dřevo

### Akce, fotografie, film
V uvolněné atmosféře konce 60. let, částečně s přesahem do začátku let sedmdesátých, se v okruhu Křižovnické školy rozvíjely nejrůznější akce – od soukromých patafyzických úletů k performancím, hapenningům nebo landartu.
Rudolf Němec byl jejich aktivním účastníkem i jako tvůrce scénářů a kameraman. Cílem Němcových akcí je obvykle záznam měnící se reality nejprve kresbou, později pomocí filmové kamery.
Důležitou roli v nich hraje, jako opakovaná reminiscence na zážitky z raného dětství reflektovaná i v pozdějších Němcových textech, hranice světla a stínu. Slunce je zdrojem tvořivé energie i vysvobozením z depresí.

#### Akce
- 1968 Obkreslování stínů, Douville
- 1968 Happening E. Brikciuse před Národním divadlem, záznam imaginárních stínů chodců
- 1970 Sluneční hodiny (E. Brikcius) a akce Kuklení (R. Němec), Roztoky u Prahy
- 1970 Dalekohledění (E. Brikcius), pod Petřínem v Praze
- 1971 Pronikání I, Obydlí, chmelnice u Nelahozevsi
- 1971 Pronikání II, Liptov

#### Fotografie
Fotografie znamená v Němcově tvorbě spíše okrajovou záležitost a alternativní metodu k malířským otiskům. Z poloviny 70. let se zachovaly fotografie a rayogramy, kde je zachycena autorova tvář omotaná filmovým pásem (Autoportréty s negativem, 1975), kombinace sazovky a rayogramu (Autoportrét III) a fotografické siluety ženských postav jako kombinovaná technika a obdoba malířských dekalků.

#### Film
Roku 1968 napsal Rudolf Němec scénář filmu Manipulace. Němý film byl natočen v režii Dobroslava Zborníka v ateliéru Heleny Wilsonové a promítnut v témže roce na festivalu studentských filmů v Paříži. Ústřední a jedinou postavu, která je manipulována, v něm hrál Boris Hybner. Později se Rudolf Němec podílel jako výtvarník i na dětském filmu Lucie a zázraky (režie Ota Koval, 1970).

### Literární tvorba
Literární dílo Rudolfa Němce vznikalo postupně od 70. let a zahrnuje verše a básně v próze, útržky vzpomínek, situační komentáře k aktuálnímu dění jazykové hříčky a lapidární shrnutí životní zkušenosti ve formě maxim. Výbor z textů a přehled rukopisných svazků z let 1977–1994 vyšel roku 2000 v nakladatelství Torst (NĚMEC Rudolf: Nerozumím už Nietzschemu, Praha 2000).
Podle Němcových básní vznikla autorská kniha s ilustracemi Lucie Brychtové: Rudolf Němec – v blázinci, kterou podala jako bakalářskou práci (MUNI, Brno 2007).

### Zastoupení ve sbírkách
- Národní galerie v Praze
- Slovenská národná galéria, Bratislava
- Alšova jihočeská galerie v Hluboké nad Vltavou
- České muzeum výtvarných umění v Praze (GASK)
- Galerie výtvarného umění v Ostravě
- Severočeská galerie výtvarného umění v Litoměřicích
- Galerie moderního umění v Roudnici nad Labem
- Krajská galerie výtvarného umění ve Zlíně
- Galerie Benedikta Rejta, Louny
- Galerie moderního umění v Hradci Králové
- Galerie výtvarného umění v Havlíčkově Brodě
- Oblastní galerie v Liberci
- Památník Terezín
- Soukromé sbírky doma a v zahraničí

### Výstavy

#### Autorské
- 1968 Rudolf Němec, Galerie Václava Špály, Praha
- 1977 Rudolf Němec, Galerie ve věži, Mělník
- 1981 Rudolf Němec: Siluety, Klub vědy a školství, Brno
- 1986 Rudolf Němec: Obrazy, grafika, Oblastní galerie v Liberci
- 1987 Rudolf Němec: Monotypy, Malá galerie Československého spisovatele, Praha
- 1987 Rudolf Němec: Obrazy, kresby, Galerie bratří Čapků, Praha
- 1992 Rudolf Němec: Obrazy/kresby, Galerie K, Praha
- 1993 Rudolf Němec, Středočeská galerie, Praha, Galerie moderního umění v Hradci Králové
- 1997 Z nesbírky Marcely Pánkové, Galerie U Kamene, Cheb, Galerie Hermit – Studio 600, Praha, Galerie bratří Čapků, Praha
- 2000 Rudolf Němec: Nerozumím už Nietzschemu, Galerie Peron, Praha
- 2009 Rudolf Němec: Otisky, Galerie Dolmen, Praha
- 2018 Rudolf Němec, Museum Kampa, Praha

#### Kolektivní
- Rudolf Němec byl zastoupen na všech významných výstavách Nové figurace od roku 1969 a bilančních výstavách po roce 1989.(podrobně abART:

#### Katalogy autorské
- Rudolf Němec: Otisky, rastry, 1968, Petrová Eva, kat. 12 s., SČVU Praha
- Rudolf Němec, 1977, Kroutvor Josef, kat. 10 s., Galerie ve věži, Mělník
- Rudolf Němec: Siluety, 1981, Kříž Jan, kat. 7 s., Klub vědy a školství, Brno
- Rudolf Němec: Výběr z díla, 1986, kat. 24 s., Oblastní galerie v Liberci
- Rudolf Němec: Obrazy, kresby, 1987, Petrová Eva, kat. 12 s., SČVU Praha
- Rudolf Němec, 1993, Hanel Olaf, Němec Rudolf, kat. 32 s., Středočeská galerie, Praha

#### Katalogy kolektivní
- K.Š. Křižovnická škola čistého humoru bez vtipu, 1991, Brikcius E a kol., kat. 56 s., GMU v Hradci Králové, GVU v Olomouci, Středočeská galerie, Praha
- Karel Nepraš a přátelé, 2007, Brikcius E a kol., kat. 79 s., KGVU ve Zlíně

#### Publikace
- Nerozumím už Nietzschemu, autor: Němec Rudolf, texty Pěkný Tomáš, Rous Jan, Šrut Pavel, 210 s., Torst, Praha, 2000, ISBN 80-7215-118-5
- Eugen BRIKCIUS: Rudolfovo číslo, in: Vyložení umělci aneb kunsthistorické pohádky, 1990, s. 79–80
- Malířovy paměti: Němec Rudolf, 14 listů v deskách, 1977, Archiv výtvarného umění, Kostelec n. Č. lesy
- Krysí hnízdo, Topinka Miloslav, 132 s., Mladá fronta, Praha 1970 (náklad byl úředně sešrotován)
- Utopír, Topinka Miloslav, 72 s., Mladá fronta Praha, 1969